# Auguste Barbier
Pour les articles homonymes, voir Barbier.
Henri-Auguste Barbier, né à Paris le 28 avril 1805 et mort à Nice le 13 février 1882, est un poète français, également nouvelliste, mémorialiste, librettiste, critique d'art et traducteur.

## Biographie
Il fit ses études au lycée Henri-IV et étudia pendant quelque temps le droit. Il débuta après les journées de juillet 1830 avec Curée, poème satirique et rythmé, qui fut bien accueilli à l'époque. Il est connu surtout pour ses Iambes, poèmes satiriques inspirés par les « Trois Glorieuses ».
Il entreprend plusieurs voyages en Italie : en 1832, en compagnie d'Auguste Brizeux (1803-1858), du second, il laissera des Notes d'une tournée aux environs de Rome, à Rome et à Florence, en 1838, le troisième le conduira à Turin et à Florence.
Il est élu à l'Académie française le 29 avril 1869 au quatrième tour de scrutin par 18 voix contre 14 obtenues par Théophile Gautier. Ce résultat provoqua un scandale et la violente colère de la princesse Mathilde soutien inconditionnel de Gautier.
Il est inhumé au cimetière du Père-Lachaise (division 23).

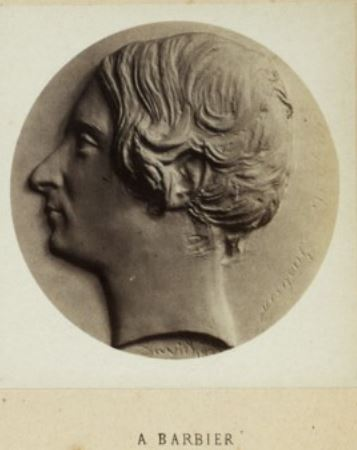
Auguste Barbier médaillon par David d'Angers

## Œuvres
- La Curée (1830, dans la Revue de Paris).Texte sur wikisource
- Les Mauvais Garçons (1830). Avec Alphonse Royer.
- Iambes et poèmes (1831) Texte sur Wikisource
- II Pianto : poème (1833) Texte en ligne
- Salon de 1836. Suite d'articles publiés par le Journal de Paris (1836)
- Lazare : poème (1833)
- Satires et poèmes (1837)
- Nouvelles Satires : pot-de-vin et érostrate (1840)
- Chants civils et religieux (1841)
- Rimes héroïques (1843)
- Rimes légères : chansons et odelettes (1851)
- Satires et cahants (1853)
- Silves : poésies diverses (1864)
- Satires (1865) Texte sur Wikisource
- Trois passions (1867)
- Discours de réception (1870).
- Histoires de voyage : souvenirs et tableaux, 1830-1872 (1880). Réédition : Slatkine, Genève, 1973.
- Contes du Soir (1879).
- Chez les poètes : études, traductions et imitations en vers (1882) Texte en ligne
- Les Quatre Heures de la toilette des dames : poème érotique en quatre chants (1883)
- Œuvres posthumes (4 volumes, 1883-1889) Texte en ligne

### Traductions
- William Shakespeare : Jules César : tragédie (1848)
- Samuel Taylor Coleridge : La Chanson du vieux marin (1877)

### Livret
- Benvenuto Cellini, opéra en 2 actes, livret de Léon de Wailly et Auguste Barbier, musique de Hector Berlioz, représenté pour la première fois sur le théâtre de l'Académie royale de musique de Paris le 3 septembre 1838. Texte en ligne

## Pour approfondir